# Run (пісня Емі Макдональд)
«Run» — п'ятий сингл дебютного студійного альбому шотландської авторки-виконавиці Емі Макдональд — «This Is the Life». Сингл вийшов 3 березня 2008.

## Список композицій
CD
1. "Run" 03:48
2. "Rock 'n' Roll Star (акустична версія)" 02:22

Максі-сингл (Німеччина)
1. "Run" 03:48
2. "Youth Of Today (Live from SWR3 New Pop Festival 2008)" 04:02
3. "Dancing in the Dark (Live from SWR3 New Pop Festival 2008)" 03:27
4. "Run" (музичне відео)

Цифрове завантаження / Міні-альбом
1. "Run" 3:48
2. "Dancing in the Dark"
3. "Run" (Live at Barrowland Ballroom)
4. "Run" (версія Steve Cradock)

## Чарти
Тижневі чарти
| Чарт (2008)                                                  | Позиція |
| ------------------------------------------------------------ | ------- |
| Німеччина (GfK Entertainment Charts)                         | 36      |
| Шотландія (Official Charts Company)                          | 16      |
| Велика Британія (UK Singles Chart) (Official Charts Company) | 75      |